# 東京市内電車値上げ反対運動
東京市内電車値上げ反対運動（とうきょうしないでんしゃねあげはんたいうんどう）は、明治時代の1906年および1908年に東京市で発生した社会運動。特に騒擾事件に発展した1906年の運動は、日本社会主義者の最初の示威運動とされる。

## 概要
1906年（明治39年）3月1日、東京市内の東京市街鉄道・東京電車鉄道・東京電気鉄道の3つの電鉄会社（いずれも後の都電の前身）が、それぞれ3銭であった電車賃を一律に5銭に値上げしようとし、東京府知事と警視総監に申請を提出した。これに対して、結成直後であった日本社会党と山路愛山らの国家社会党などは演説会・大会・ビラ撒きなどによる反対運動を展開した。
この運動は田川大吉郎などの自由主義者や一般市民を巻き込んで盛り上がりを見せた。まず同月11日に行われた集会において、示威運動を主張する堺利彦を山路が制動しようとしたところ、逆に山路が聴衆によって壇上から引きずり下ろされ、150名ほどの群衆が東京市街鉄道会社前に殺到してデモを行う一幕があった。このデモに勢いづいた社会党は同月15日に再び市民大会を開くことを決定。15日、田川らが主催する市民大会が解散された後に行われた鉄道会社・変電所・市庁舎を巡るデモが暴徒化し、電車の焼き討ちや新聞社への襲撃が発生する事態となった（電車事件）。岡千代彦の「市会へ出かけよう」との呼びかけに応じた群衆は日比谷公園を出て、電車会社の窓ガラスに投石を始め、やがて線路工事をしていた土工らも合流して電車を立ち往生させながらの市庁舎への投石が始まった。合流してくる労働者は、首謀者たる社会党員らがしり込みするほど闘争的な態度を取り、千数百人の暴徒は投石や線路占拠をはじめとして行動をエスカレートさせていき、夕刻には日比谷と外濠で電車7両ほどが焼き討ちにされた。騎馬警官が鎮圧に向かうもつるはしで武装した土工らに阻まれ、ついには軍を投入して鎮圧された。この暴動で西川光二郎、岡千代彦、山口義三、吉川守圀、大杉栄、深尾韶、斎藤兼次郎、樋口傳ら日本社会党員10名が兇徒聚衆罪で逮捕された一方で、当局は電鉄会社の申請を却下したため運動は沈静化した。
同年6月、3つの電鉄会社が新会社東京鉄道に合併して値上げを再申請したことから、日本社会党と国家社会党は反対運動を再開した。この間、8月に均一4銭への運賃の値上げが認められている。橋本哲哉は「運動の規模は前回に及ばなかった」とし、反政友会の市会議員らによる反対運動も展開されたが、値上げ実施日の9月12日には運動は分裂し沈静化していたと記している。一方『新版社会・労働運動大年表』では、9月に運動が再燃した後に新会社に合併、値上げ決定という見解を記している。『東京都交通局百年史』では、8月1日に内務省が合併申請を許可したものの、市民の反対運動（陳情、演説会、市民大会）が活発化し、9月5日に日比谷公園で行われた大会は1万人以上の参加者を集め、終了後に参加者が市街地で投石などにより電車を襲撃したと記している。『東京都交通局百年史』は、9月11日に3社は解散して東京鉄道を発足させ、翌9月12日に運賃改定を実施したとしている。
前記の逮捕された日本社会党員の裁判では布施辰治が弁護に立ち、同年7月9日に一審で全員無罪判決、控訴審でも1907年（明治40年）11月25日に全員無罪判決が下された。上告審では大審院が前判決破毀・宮城控訴院への移牒の後、1908年（明治41年）8月5日に判決が下された。西川は重禁錮（現在の懲役）2年、岡、樋口、松永敏太郎、山口、吉川は同1年6か月の刑に処され、斎藤、半田一郎、増山傳吉に罰金が課せられた。先頭に立った大杉は収監されるも、1906年6月に保釈されたのち上告審で執行猶予付き判決が言い渡され、深尾は拘留100日目で保釈となった。
1908年12月、東京市会が東京鉄道会社の申請により4銭から5銭へ再び電車賃を値上げすることを決議したことから、再び反対運動が開始された。反政友会系の市議・区議などを中心に、運動は年を越すと活発となり、翌1909年（明治42年）に内務省は値上げ申請を却下することとなった。